# فارنبورو، لندن
فارنبورو (به انگلیسی: Farnborough) یک روستا در بریتانیا است که در منطقه بروملی لندن واقع شده‌است. فارنبورو ۱۴٬۶۳۲ نفر جمعیت دارد.